# اودا هاپوویدا
اودا هاپوویدا (به لاتین: Uda Hapuwida) یک منطقهٔ مسکونی در سری‌لانکا است که در استان مرکزی (سری‌لانکا) واقع شده‌است.